# Hadrianopolisi csata (324)
A 324. július 3-án vívott hadrianopolisi csata I. Constantinus és Licinius seregei között zajlott.
Constantinus seregei a szarmaták ellen folytatott hadjárat során átlépték a Duna vonalát és ezzel betörtek Licinius területére. Ez volt az indíték, ami Liciniust támadásra késztette. Licinius serege ugyan számbeli fölényben volt, viszont Constantinus katonái között sok harcedzett veterán szolgált. Az ellenfelek a Marica folyó két partján napokig néztek egymással farkasszemet. Constantinus július 3-án meglepetésszerűen megkezdte az átkelést, és a kibontakozó ütközetben veteránjai vereséget mértek ellenfele gyakorlatlan katonáira, és Licinius arra kényszerült, hogy Byzantium falai mögé vonuljon vissza. Licinius később meg is adta magát Constantinusnak, miután Constantinus megígérte neki, hogy életben hagyja, azonban egy évvel később összeesküvés vádjával mégis kivégeztette.
Constantinus törekvése, hogy kiprovokálja a polgárháborút, sikerrel járt, és ezután a Licinius elleni hadjárat is az ő győzelmét hozta. Seregei több csatában is legyőzték Licinius seregeit, beleértve a flottáját is. Felesége Flavia Iulia Constantia kérésére először meghagyta sógora életét, azonban néhány hónappal később elrendelte a kivégzését, megszegve ezáltal ünnepélyes esküjét. Az ifjabb Licinius, aki korábban apja mellett volt caesar, szintén Constantinus haragjának vagy gyanakvásának lett az áldozata. Ezután már Constantinus volt a Római Birodalom egyetlen és megkérdőjelezhetetlen uralkodója. Megvolt a hatalma, hogy megalapítsa az 'Új Rómát', azaz az új fővárost Byzantiumban, ami a 'régi Róma' köztársasági és pogány hagyományait már nem viselte magán.

## Külső hivatkozások
- térkép